# Kurdiska inbördeskriget
Kurdiska inbördeskriget eller Brodersmordkriget (kurdiska: Şerê birakujî), var en blodig väpnad konflikt som ägde rum 1994–1997 i Irakiska Kurdistan.  
Den ena sidan i striderna bestod av kurdiska regeringstrupper, ledda av president Massoud Barzani tillhörande Kurdistans demokratiska parti (KDP). Den andra sidan leddes av Jalal Talabani, ledare för Kurdistans patriotiska union (PUK). Under konfliktens gång drogs kurdiska grupperingar från Iran och Turkiet, såväl som iranska, irakiska och turkiska styrkor, in i striderna, med ytterligare inblandning från amerikanska styrkor. Upp till 5 000 kurder stupade i konflikten.
I september 1998 undertecknade Barzani och Talabani det USA-medlade Washingtonavtalet, ett formellt fredsavtal. I avtalet kom parterna överens om att dela intäkter och makten samt att neka den turk-kurdiska rörelsen PKK att använda irakiska Kurdistan som basområde och inte tillåta irakiska trupper in i de kurdiska regionerna. Kriget fick senare namnet brodersmordkriget vilket refererar till att två kurdiska bröder (KDP och PUK) försökte förgöra varandra.